# Bahnhof Laubenbachmühle

Der Bahnhof Laubenbachmühle ist ein Bahnhof in der Gemeinde Frankenfels in Niederösterreich. Er liegt an der schmalspurigen Mariazellerbahn am Übergang zwischen der Talstrecke Richtung St. Pölten und der Bergstrecke Richtung Mariazell. Der 1905 eröffnete Bahnhof bildet seit dem Umbau 2013 den Betriebsmittelpunkt der Mariazellerbahn.

## Geschichte

### Errichtung, Eröffnung und erste Betriebsjahre

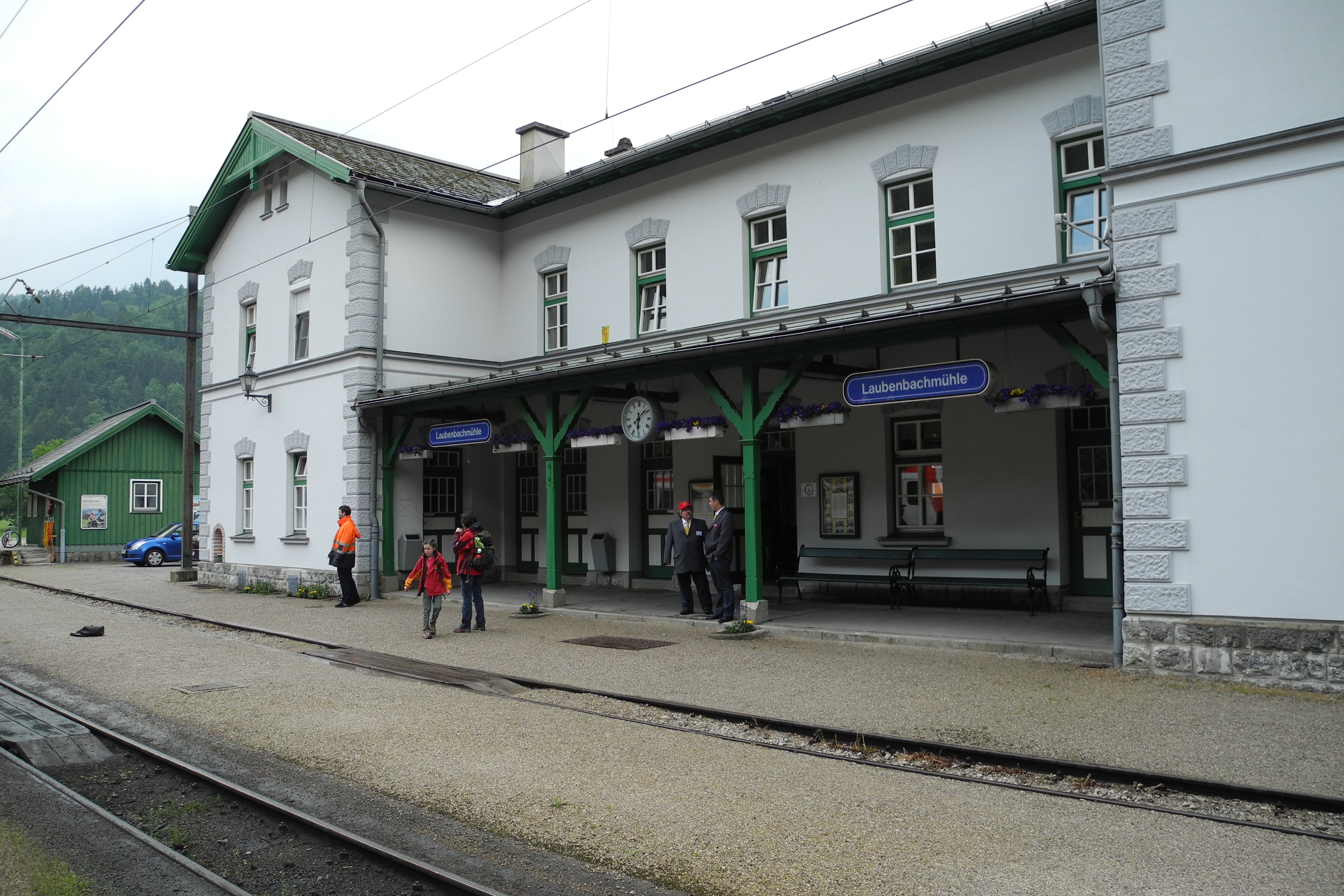
Das historische Aufnahmsgebäude (2011)

Der Bahnhof Laubenbachmühle wurde am 6. August 1905 als vorläufiger Endbahnhof der Mariazellerbahn von St. Pölten eröffnet. Bis 1906 wurde die Strecke bis Mariazell verlängert.
Im Rahmen der Elektrifizierung der Strecke wurde auch der Bahnhof Laubenbachmühle bis 1911 mit einer Oberleitung überspannt.
Am 24. September 1910 machte Franz Joseph I. mit seiner Kaisergesellschaft auf der Reise nach Mariazell einen Halt in Laubenbachmühle.

### Umbau
Die Niederösterreichische Verkehrsorganisationsgesellschaft gestaltete von 2011 bis 2013 die Gleisanlagen des Bahnhofs neu und errichtete südwestlich des historischen Aufnahmegebäudes und gegenüber der unter Denkmalschutz gestellte Remise ein neues Betriebszentrum genanntes Aufnahmsgebäude mit einer Remisen- und einer Werkstättenhalle und einem Verwaltungstrakt.
Am 3. Dezember 2011 wurde der Spatenstich gefeiert und am 23. Jänner 2012 mit dem Bau begonnen. Anfang 2012 wurden die Gleise vollständig entfernt und danach nach dem neuen Gleisplan neu gebaut. Die Bahnsteige wurden für einen barrierefreien Ein- und Ausstieg in die Schienenfahrzeuge erhöht. Im März 2013 erfolgte die Teilinbetriebnahme und im Juli 2013 die Fertigstellung. Das gesamte Projekt kostete 23 Millionen Euro und rund 30.000 Arbeitsstunden, davon 12.000 für die Planung und 18.000 für die Ausführung. Bei den Bauarbeiten wurden insgesamt über 15.000 m³ Boden bewegt sowie 2,5 Kilometer Gleise und 20 Weichen verlegt und 50 Oberleitungsmasten gesetzt.

## Gebäude

### Historisches Aufnahmsgebäude
Mit dem Bahnhof wurden um 1900/1905 als Aufnahmsgebäude ein zweigeschoßiger Bau im Stil des Späthistorismus und 1905 ein lang gestreckter Lokomotivschuppen aus Fachwerk mit einem Satteldach und verbrettertem Giebel errichtet. Beide Gebäude sind zusammen in die Denkmalliste des Landes Niederösterreich eingetragen.
In diesem Gebäude ist die Betriebsführungszentrale der Mariazellerbahn untergebracht.

### Lokomotivschuppen
Gegenüber des Betriebszentrums liegt der östliche Remisenbereich mit dem historischen zweigleisigen Rechtecklokomotivschuppen, der als Abstellhalle genutzt wird,

### Betriebszentrum

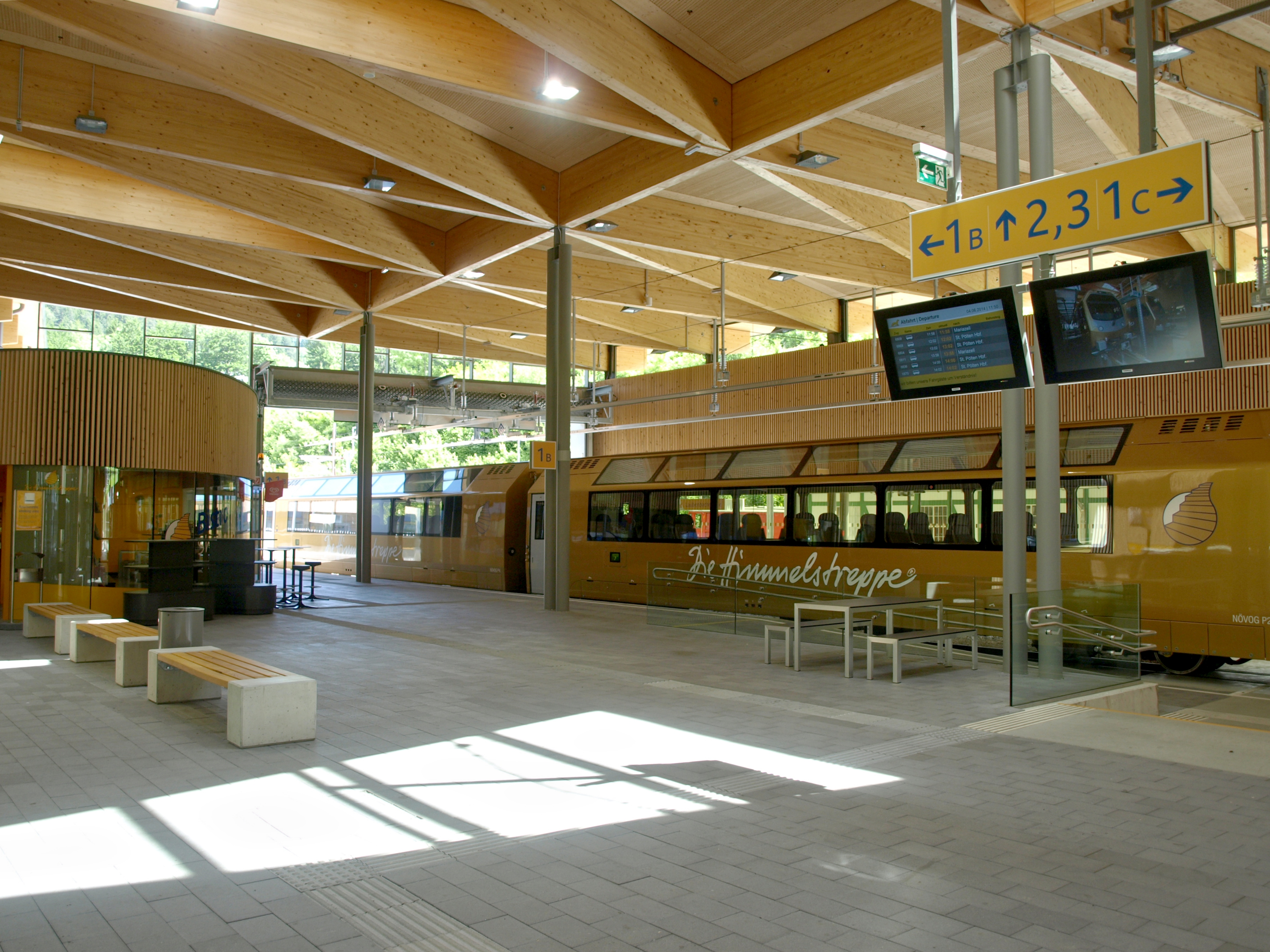
Bahnhofshalle mit der Dachkonstruktion aus Holz

Das Gebäude wurde vom Architekten Hannes Zieser entworfen. Nach der Gleichenfeier im September 2012 waren im November 2012 der Rohbau und die Dachkonstruktion fertiggestellt. Es wurde 2014 mit dem Holzbaupreis Niederösterreich in der Kategorie Öffentliche und Kommunalbauten ausgezeichnet.
Das symmetrisch aufgebaute und großteils eingeschoßige Aufnahmsgebäude besteht aus zwei Arbeitshallen, die über die Bahnhofshalle und ein zwischen den Arbeitshallen liegendes Portal zu einem Gesamtgebäude verbunden sind. Die Architektur des Gebäudes verwendet Holz als primäres Gestaltungselement und außerdem viel Glas als Baustoff. Das Gebäude mit einer Nutzfläche von insgesamt 5700 m² ist mit einem 6500 m² großen Dach mit einer geschwungenen Dachform bedeckt. Die sichtbare Dachkonstruktion besteht aus 164 Leimbindern, die einen rautenförmigen Trägerrost bilden, und prägt das Erscheinungsbild des Gebäudes. Der vor dem Portal gelegene Vorplatz hat eine Grundfläche von 600 m².
Im Aufnahmsgebäude sind ein Bahnhofsrestaurant,
in dem auch der Fahrkartenverkauf stattfindet, ein Tourismusportal und sanitäre Anlagen eingerichtet.
Die beiden Arbeitshallen mit einem rechteckigen Grundriss von ca. jeweils 61 × 34 Metern sind jeweils durch eine Gleisharfe erschlossen und bilden den westlichen Remisenbereich. Die sechs Gleise in der südlichen, inklusive Nebenräumen 2035 m² großen Halle dienen als Abstellgleise sowie zur Reinigung der Fahrzeuge. Die andere Halle mit einer Grundfläche inklusive Nebenräumen von 2099 m² dient als dreigleisige Werkstätte für die Instandhaltung der Triebzüge ET1 bis ET9 und der Panoramawagen P1 bis P4. An die Gleise der Werkstättenhalle angeschlossen ist ein Nebengebäude mit einer Tankstelle für Diesellokomotiven und einer Ladestation für Elektrofahrzeuge sowie einem daneben liegenden Müllplatz.
Außerdem befindet sich im Bahnhof ein Schulungszentrum.

## Infrastruktur
Der Bahnhof Laubenbachmühle umfasst drei Hauptgleise mit einem Haus- und einem rund 215 Meter langen und fünf Meter breiten Mittelbahnsteig, der über einen mittig liegenden höhengleichen Reisendenübergang erreichbar ist. Die Gleise 1 und 2 sind mit einer 55 Meter langen und 25 Meter breiten Bahnhofshalle überspannt. Für den Verkehr mit Dampflokomotiven ist Gleis 3 ohne Überdachung. Parallel neben den Bahnsteiggleisen liegt auf beiden Seiten jeweils ein Remisenbereich.
Es werden 55 Parkstände und 20 Fahrradstellplätze bereitgestellt.

## Verkehr
Der Bahnhof Laubenbachmühle wird Richtung St. Pölten im Stundentakt und Richtung Mariazell im Zweistundentakt bedient. Zudem verkehren Busse nach Frankenfels und Scheibbs.
Laubenbachmühle ist der Sitz der Dienststelle und Dienstantrittsort für das Zugpersonal und bietet so etwa 90 Arbeitsplätze.